# Davide Tardozzi

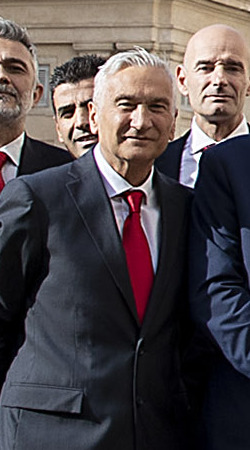
Tardozzi 2022

Davide Tardozzi (* 30. Januar 1959 in Ravenna) ist ein ehemaliger italienischer Motorradrennfahrer und heutiger Motorsportfunktionär.

## Karriere

### Als Rennfahrer
Nach einem erfolglosen Versuch, in den Jahren 1984 und 1985, in der 250-cm³-Klasse der Motorrad-Weltmeisterschaft Fuß zu fassen, konzentrierte sich Davide Tardozzi auf Superbike-Rennen.
In der Debüt-Saison der Superbike-Weltmeisterschaft im Jahr 1988 ging Tardozzi für den italienischen Hersteller Bimota an den Start, der Eigenbau-Motorräder mit Yamaha-Motoren einsetzte. Am 3. April 1988 gewann der Italiener im britischen Donington Park den ersten ausgetragenen Superbike-WM-Lauf. Er erreichte in dieser Saison insgesamt fünf Laufsiege, mehr als jeder andere Pilot, wurde aber aufgrund seiner unkonstanten Leistungen nur WM-Dritter. In der Gesamtwertung hatte er am Saisonende nur 7,5 Punkte Rückstand auf Weltmeister Fred Merkel. In der italienischen Superbike-Meisterschaft konnte Tardozzi hingegen den Titel gewinnen.
Von 1990 bis zu seinem Karriereende am Ende der Saison 1992 arbeitete der Italiener für den bologneser Hersteller Ducati als Testfahrer und startete auf privat eingesetzten Maschinen in der WM, belegte dort jedoch keine vorderen Ränge mehr in der Superbike-WM und konnte auch keine weiteren Laufsiege erzielen. In der 750-cm³-Superbike-Europameisterschaft sicherte sich Tardozzi hingegen 1991 auf Ducati den Titel.

### Als Teamchef
Nachdem sich Tardozzi vom aktiven Rennsport zurückgezogen hatte, arbeitete er 1995 als Teamchef beim Promotor-Team von Alfred Inzinger, das mit vollwertigen Werksmaschinen in der Superbike-WM startete und in direkter Konkurrenz mit dem offiziellen Werksteam von Virginio Ferrari stand. 1996 errang Davide Tardozzi mit dem Australier Troy Corser seinen ersten Fahrer-Titel als Teamchef. Nach einer Zwangspause 1997 führte Tardozzi 1998 das Ducati-Performance-Team, wiederum eine werksunterstützte Mannschaft, in dem der Brite Carl Fogarty seinen dritten Titel gewann.
Zur Saison 1999 wechselte der Italiener als Teamchef ins offizielle Ducati-Werksteam, das in diesem Jahr mit Troy Corser und Carl Fogarty an den Start ging. Diese Aufgabe erforderte von Tardozzi viel Fingerspitzengefühl, da seine Fahrer quasi an jedem Rennwochenende die Siege unter sich ausmachten und Rivalen auf der Strecke waren, dennoch aber bei Reifen- oder Komponenten-Test zusammenarbeiten mussten und jeder eine faire Chance auf den WM-Titel bekommen sollte. Fogarty entschied die WM schließlich für sich, Corser wurde Dritter, punktgleich mit dem US-amerikanischen Honda-Piloten Colin Edwards.
2000 spielte Tardozzis Ducati-Team keine Rolle bei der Vergabe der WM-Titel, da Favorit Carl Fogarty bereits am zweiten Rennwochenende der Saison im australischen Phillip Island schwer stürzte und seine Karriere in der Folge beenden musste. Seine Nachfolge trat der Australier Troy Bayliss an, der in seinem Debütjahr Sechster der Gesamtwertung wurde. In der Saison 2001 gewann Bayliss knapp vor Colin Edwards den Titel, 2002 hatte der Australier ebenso knapp das Nachsehen gegenüber dem Amerikaner.
Zur Saison 2003 startete Tardozzis Ducati-Werksteam erstmals mit der neu entwickelten 999 F03, die der japanischen Vierzylinder-Konkurrenz von Beginn an haushoch überlegen war. Seine Fahrer Neil Hodgson und Rubén Xaus gewannen 21 der 24 ausgetragenen Rennen und machten den Titel unter sich aus, mit dem besseren Ende für den Briten Hodgson. 2004 waren die Ducati 999 mit den Piloten James Toseland und Régis Laconi ähnlich dominant und Toseland bescherte Davide Tardozzi seinen sechsten Fahrer-Titel als Teamchef. Nach einer schwierigen Saison 2005 kehrte Troy Bayliss 2006 ins Werksteam zurück und gewann dort unter Tardozzis Führung seinen zweiten Titel.
Als im März 2007 der Chef der Ducati-Superbike-Abteilung, Paolo Ciabatti, zur Promotor-Firma der Superbike-WM FGSport wechselte, übernahm der Italiener zusätzlich dessen Position als Direktor der gesamten Superbike-Rennabteilung bei Ducati Corse. 2008 folgte mit Bayliss' dritter Weltmeisterschaft Davide Tardozzis achter und bisher letzter Fahrer-Titel als Teamchef in der Superbike-Weltmeisterschaft.
Anfang November 2009 gab Davide Tardozzi seinen Abschied von Ducati bekannt. Er betonte, die Entscheidung sei aus persönlichen Gründen gefallen und hätte nichts mit dem Verlust des Fahrer-WM-Titels an den US-amerikanischen Yamaha-Piloten Ben Spies zu tun.
Ducati gewann in Tardozzis Amtszeit als Teamchef im Werksteam seit 1999 acht Fahrer- und neun Konstrukteursweltmeister-Titel in der Superbike-Weltmeisterschaft.
Am 5. Januar 2010 gab Tardozzi bekannt, ab der Saison 2010 als Teammanager des BMW-Werksteams in der Superbike-WM zu fungieren.
Seit dem Jahr 2014 ist Tardozzi Teammanager im MotoGP-Werksteam von Ducati. In der Saison 2022 gewann er erstmals den Fahrer-Titel als Teamchef in der MotoGP-Klasse und darüber hinaus auch die Titel in der Team- und Herstellerwertung.

## Erfolge

### Als Rennfahrer
- 1987 – Italienischer F1-Meister auf Bimota
- 1987 – Sieger beim 6-Stunden-Rennen von Monza auf Bimota mit Virginio Ferrari
- 1988 – Italienischer Superbike-Meister auf Bimota
- 1991 – Superbike-Europameister auf Ducati

### Als Teamchef
- 8 Superbike-Fahrerweltmeister-Titel:
  - 1996 mit Troy Corser
  - 1998 und 1999 mit Carl Fogarty
  - 2001, 2006 und 2008, mit Troy Bayliss
  - 2003 mit Neil Hodgson
  - 2004 mit James Toseland
- 9 Superbike-Konstrukteursweltmeister-Titel:
  - 1999, 2000, 2001, 2002, 2003, 2004, 2006, 2008, 2009
- 2 MotoGP-Fahrerweltmeister-Titel:
  - 2022, 2023 mit Francesco Bagnaia
- 4 MotoGP-Konstrukteursweltmeister-Titel:
  - 2020, 2021, 2022, 2023

## Verweise